# Philipp Jacob Borel

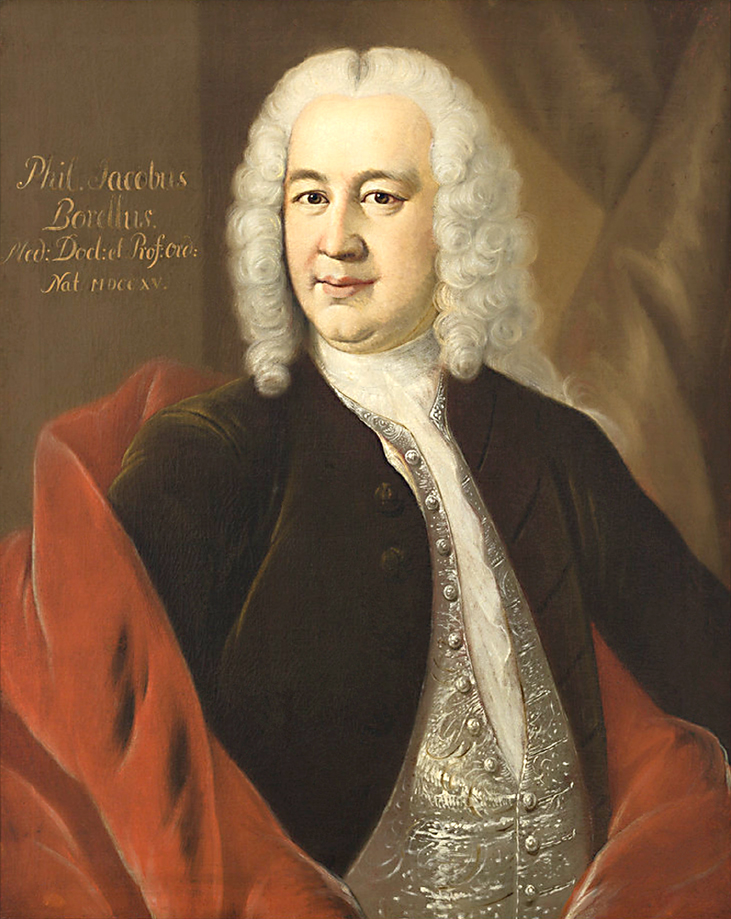
Philipp Jacob Borel

Philipp Jacob Borel (* 2. Mai 1715 in Marburg; † 24. Dezember, abweichend 23. Dezember 1760 ebenda) war ein deutscher Mediziner und Hochschullehrer.

## Leben
Philipp Jacob Borel war der Sohn von Jean Borell, Arzt und Hochschullehrer für Medizin und Experimentalphysik an der Universität Marburg. 
Er studierte an der Universität Marburg Medizin und war 1735 in verschiedenen Feldlazaretten am Rhein tätig; 1736 setzte er sein Studium an der Universität Straßburg fort.
1737 promovierte er an der Universität Marburg zum Dr. med.
Am 3. August 1742 bat er um die Anstellung als außerordentlichen Professor der Medizin an der Universität Marburg und hielt seine Antrittsvorlesung am 25. Oktober 1742. Er wurde am 10. Januar 1749 zum ordentlichen Professor der Medizin an der Universität Marburg ernannt; am 15. Dezember 1759 wurde er neben seiner Lehrtätigkeit zum Stadt- und Landphysikus und zum Garnisonmedikus ernannt. In seinen Vorlesungen behandelte er die Themen Anatomie, Chirurgie, Pathologie, Physiologie, Geburtshilfe, Geschichte der Medizin, Pharmakologie und Botanik, Chemie und Physik.
In den Jahren 1750, 1752, 1754, 1756, 1758 und 1760 war er der Dekan der medizinischen Fakultät und 1753 Prorektor der Universität Marburg.
Philipp Jacob Borel war verheiratet. Seine Tochter heiratete später den Juristen und außerordentlichen Professor an der Universität Marburg, Philipp Friedrich Ulrich (1745–1820); ihr gemeinsamer Sohn war der spätere Privatdozent Ludwig Jacob Ulrich (1781–1812).

## Schriften (Auswahl)
- Justin Gerhard Duising, Philipp Jacob Borel: Dissertation de Catarrho suffocativo. Marburg 1734.
- Albuminscriptie. Marburg 1736.
- Philipp Jacob Borel; Philipp Kasimir Müller: Dissertatio Inauguralis Medica De Colica. Marburg 1737.
- Dissertation de Mania. Marburg 1737.
- Dissertation de salivatione artificiali. Marburg 1752.
- Dissertation de causa sanitatis ob nimiam quantitatem nocivam. Marburg 1758.